# 馬裡馬爾
《馬裡馬爾》（西班牙語：Marimar）是由伊內斯·羅德納創作、瓦倫丁‧皮姆斯坦和維羅妮卡·皮姆斯坦於1994年為特莱维萨製作的墨西哥電視連續劇。 由坦莉雅、愛德華多·卡佩蒂略和尚塔爾·安德雷主演。

## 角色
- 坦莉雅 飾 馬裡馬爾·佩雷斯·德·桑蒂巴涅斯 / 瑪麗亞·德爾·馬爾·阿爾達瑪·佩雷斯 / 貝拉·阿爾達瑪
- 愛德華多·卡佩蒂略 飾 塞爾吉奧桑蒂巴涅斯
- 米格爾·帕爾默 飾 古斯塔沃·阿爾達瑪
- 吉列爾莫·加西亞·坎圖 飾 貝納多·杜阿爾特
- 尚塔爾·安德雷 飾 安赫利卡·洛佩斯·德·桑蒂巴涅斯